# アヴィニョンの橋の上で
- アヴィニョンの橋の上で
- アヴィニヨンの橋の上で[1][2]
- アビニョンの橋の上で[1][2][3][4][5][6]
- アビニョンのはしの上で[1][6]
- アビニヨンの橋の上で[2][7][8]
- アビニョンの橋[1][9]
- アビニョンの橋の上[1][2]
- アビニョンの橋で[10]
- アヴィニヨンの橋で[11]

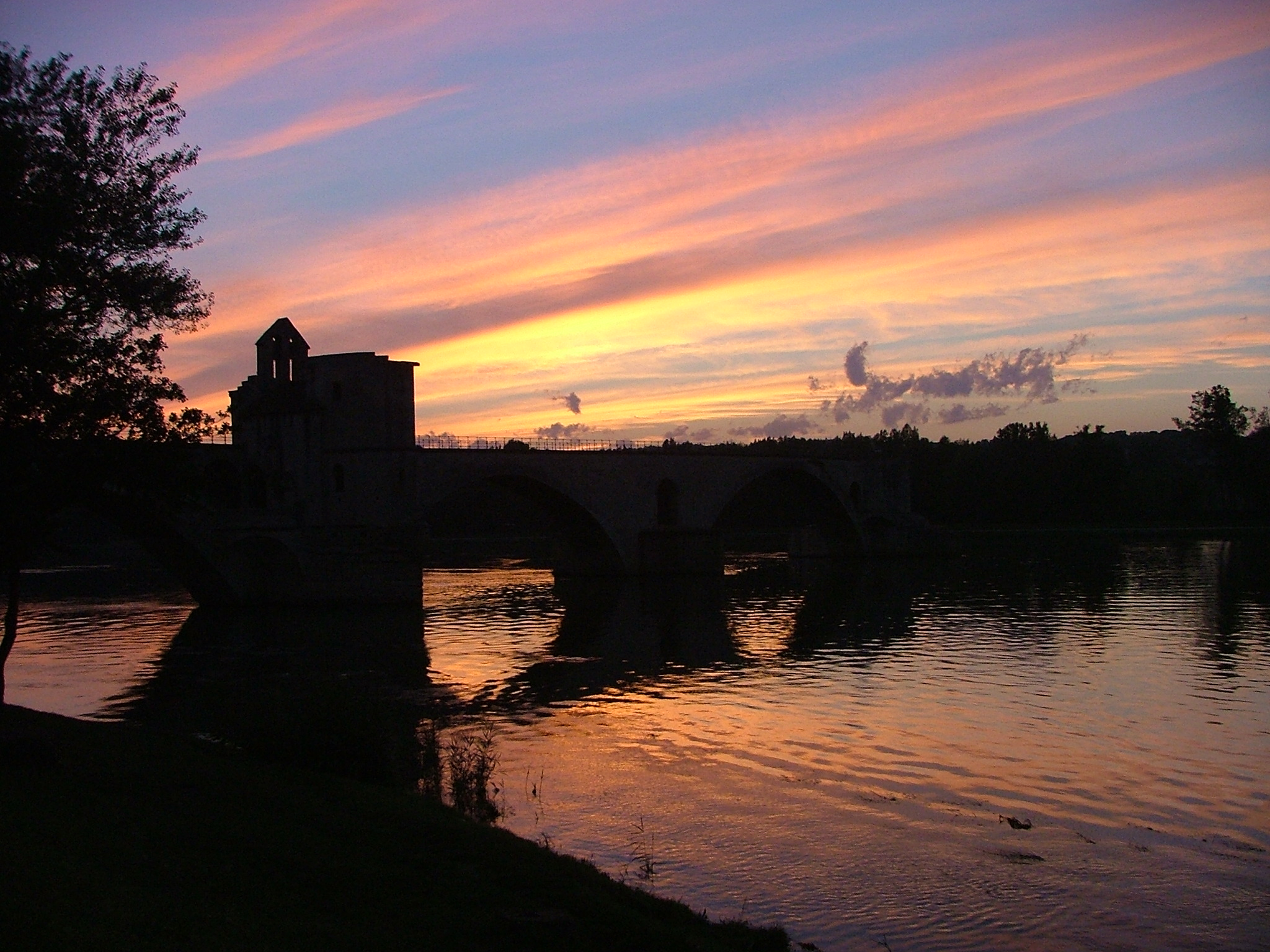
夕暮れのサン・ベネゼ橋

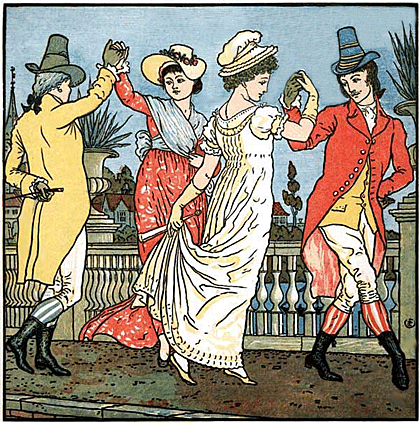
踊りを踊る人々

アヴィニョンの橋の上で（アヴィニョンのはしのうえで、フランス語: Sur le Pont d'Avignon）は、15世紀頃に作られたフランス語の歌。アヴィニョンのローヌ川に架かっていたサン・ベネゼ橋を題材にしている。作者は未詳。
邦題はアヴィニョンの橋で（アヴィニョンのはしで）とも表記される。

## 解説
橋の正式名称は「サン・ベネゼ橋」 (Pont St. Bénézet) だが、この歌でも歌われているように「アヴィニョンの橋」 （Pont d'Avignon）として知られている。歌は橋の完成を祝ったものとされているが、現在は洪水などによって橋の大部分が流失、橋を渡り切ることは不可能である。また橋の幅が狭いため橋の上で輪になって踊るのも不可能で、実際には川岸で歌われていた。
15世紀頃に作曲されたとされるが、詳細は不明。1501年に出版された楽譜『オデガドン』に収録されている。

## 歌
| フランス語 | Sur le Pont d'Avignon L'on y danse, l'on y danse Sur le Pont d'Avignon L'on y danse tous en rond                      |
| 英語       | On the bridge of Avignon We all dance there, we all dance there On the bridge of Avignon We all dance there in a ring |
| 日本語     | アヴィニョンの橋の上で 踊るよ、踊るよ アヴィニョンの橋の上で 輪になって踊るよ                                         |

### 1番
| フランス語 | Les beaux messieurs font comme ça Et puis encore comme ça. |
| 英語       | Gentlemen go like this (bow) And then again like this      |
| 日本語     | 紳士も踊る もう一度踊る                                    |

### 2番
| フランス語 | Les belles dames font comme ça Et puis encore comme ça.             |
| 英語       | The beautiful young ladies go like this (curtsy) And then like that |
| 日本語     | 婦人も踊る もう一度踊る                                             |

### 3番
| フランス語 | Les militaires font comme ça Et puis encore comme ça  |
| 英語       | The soldiers go like this (salute) And then like that |
| 日本語     | 兵隊も踊る もう一度踊る                               |

### 4番
| フランス語 | Les musiciens font comme ça Et puis encore comme ça.                  |
| 英語       | The musicians go like this (they all bow to women) And then like that |
| 日本語     | 音楽家も踊る もう一度踊る                                             |

## 編曲
アメリカの音楽出版社、チェリー・レーン・ミュージック・カンパニーは、1993年に異なる歌詞を出版している。
| フランス語 | Les jeunes filles font comme ça Les jeunes gens font comme ça |
| 英語       | The young girls go like this, The young people go like this.  |
| 日本語     | 少女も踊る 若い人も踊る                                       |

## 日本語版

### 石井好子訳
石井好子による日本語詞で、1959年11月に発売された石井とダークダックスの共演による2枚組EP『石井好子とダーク・ダックスによる「フランス子供の歌」』（キングレコード AEA-23〜24）に「アヴィニヨンの橋で」の邦題で収録された。編曲はダークダックスと寺島尚彦。

### 音楽教科書
日本の音楽教科書には岩井春彦、龍田和夫、勝承夫、小林純一、西岡操、門馬直衛、鈴木達夫の日本語詞が掲載されている。同曲名で作曲者が松本民之助になっているものもある。

### みんなのうた
NHKの『みんなのうた』では、「アビニョンの橋で」というタイトルで、1970年10月・11月に放送された。訳詞は小林純一、編曲は小森昭宏、歌は東京放送児童合唱団が担当した。映像は中原収一によるアニメで、1970年代では初の担当。
地上波では36年後の2006年10月 - 11月に再放送、またこの間衛星第2テレビ（現：BSプレミアム）放送の『なつかしのみんなのうた』では、2006年9月13日と2007年1月3日に再放送された。現在は2011年発売のDVD-BOX「NHK みんなのうた」第4集に収録されている。